# 천룡인
천룡인(天竜人)은 일본 만화 및 애니메이션 《원피스》에 등장하는 가공의 종족이다.

## 상세
성지 마리조아의 주민이다. 800년 전 세계정부를 창설한 20개국의 왕족 가운데 19개 왕족은 성지 마리조아로 이주했고, 천룡인은 그 후예들이다. 그 중 한 가문이었던 알라바스타의 네펠타리 가문만은 마리조아로 이주하지 않았으며 이 네펠타리가를 제외한 19개 가문은 스스로를 창조주의 후예라고 부르고 있다. 
본인들을 제외한 모든 인간들을 하등한 종족으로 여기며 노예로 부리는 등 갖은 악행을 일삼는다. 섬을 마구잡이로 박살내기도하고, 아무에게나 패악을 부린다. 이들에게 법률은 휴지조각만도 못하다. 더구나 이런 천룡인의 털끝이라도 건드리면, 곧바로 해군본부의 대장이 출동하게 되어 있다. 
이들의 복장은 하나같이 온몸을 감싸는 형태이며 우주복처럼 어항같은 유리관이 머리를 둘러싸고 있는데 이는 '천룡인이 천한 사람과 같은 공기를 마실 수는 없다'는 뜻으로 천룡인의 지위를 나타낸다. 천룡인의 이름 뒤에는 존칭의 뜻으로 남자는 '성(聖)', 여자는 '궁(宮)'을 붙인다. 

## 개별 인물
오로성
천룡인 중에서조차 최상위권에 속하는 5명의 세계정부 정치인들이다. 세계정부 전체에서 왕을 제외하면 가장 높은 신분이다.
로즈워드 성
성우 : 카케가와 히로히코
챠를로스 성과 샤를리아 궁의 아버지. 노예 선장 콜렉션을 가지고 있으며 그 중 몇 사람을 자식에게 빌려주고 있다. 나중에는 완전 개조가 되어 인간병기가 된 칠무해 중 한 명인 바솔로뮤 쿠마를 완전히 자신의 노예로 만들어 타고 다닌다.
차를로스 성
성우 : 챠후린 / 이현
로즈워드 성의 아들이자 샤를리아 궁의 오빠. 권총을 가지고 다니는데, 마음 내키는대로 난사를 하는 모습을 보인다. 노예수집을 취미로 가지고 있는 듯하며, 휴먼옥션에서 인어인 케이미를 구매하려 들었는데, 그녀를 구출하려던 어인 하찌에게 총격을 가하고, 이에 분노한 루피에게 공격당한다.
샤를리아 궁
성우 : 카사하라 루미 / 곽규미
로즈워드 성의 딸이자 챠를로스 성 여동생이다. 달아났던 노예 해적을 찾자마자 마구잡이로 총격했다.
제르맥 성
10년 전 고아 왕국을 방문했다가, 배의 앞을 막는다는 이유로 부하의 만류에도 불구하고 바주카로 사보를 쏜 천룡인.해적기를 내건 자는 어린이건 뭐건 죽여 마땅하다는 비정한 말을 내뱉었다.
미오스가드 성
8년 전(현재 진행 중인 내용으로는 10년 전) 어인노예를 찾으러 어인섬에 가려다 해수들의 공격을 받고 중상을 입은채로 어인섬에 나타나 혼란을 일으킨 천룡인.
오토히메 왕비의 치료를 받고 구사일생했다. 어인섬의 이주에 동의한다는 천룡인의 서약을 쓴 장본인.
故 돈키호테 호밍(前 천룡인)
원래는 천룡인으로 도플라밍고와 로시난테 형제의 친 아버지. 가족들과 함께 마리조아를 떠나 노스 블루의 어느 정부 비가맹국에서 살다가, 천룡인이였음이 탄로나, 천룡인에 대한 분노를 품은 모든 사람들에게 쫓기는 신세가 되었다. 결국엔 아내를 병으로 잃었고, 본인은 큰 아들이 쏜 총에 의해 죽음을 당했다. 죽는 순간까지도 그는 가만히 웃으며 눈물을 흘리고 있었다.
돈키호테 도플라밍고(前 천룡인)
故 돈키호테 로시난테(前 천룡인)
돈키호테 묘스가르드 성
성우 : 신경선